# Byrecleuch Burn
Der Byrecleuch Burn ist ein Wasserlauf in Dumfries and Galloway. Er entsteht im Süden des Scawd Bank und fließt zunächst in westlicher Richtung und ab der Mündung des Hare Grain in südlicher Richtung bis zu seiner Mündung in das Tarras Water östlich des Weilers Lodgegill.